# Phantasis nodulosa
Phantasis nodulosa là một loài bọ cánh cứng trong họ Cerambycidae.